# Keti Zazalaschwili
Keti Zazalaschwili (georgisch ქეთი წაწალაშვილი; beim Weltschachbund FIDE Keti Tsatsalashvili; * 10. Juni 1992 in Tiflis) ist eine georgische Schachspielerin.

## Leben
Das Schachspielen lernte sie von ihrer Großmutter, die Stadtmeisterin von Tiflis war. Ihr erstes Schachturnier spielte Keti Zazalaschwili im Alter von acht Jahren. Sie wird trainiert von den georgischen Großmeistern Surab Sturua, Tamas Gelaschwili, Lascha Dschandschgawa und David Arutinian.

## Erfolge
Bei der georgischen U16-Einzelmeisterschaft der weiblichen Jugend im März/April 2007 in Tiflis wurde sie Zweite. Im September 2007 wurde sie bei der U16-Europameisterschaft der weiblichen Jugend in Šibenik Dritte. Die U16-Weltmeisterschaft der weiblichen Jugend im November desselben Jahres in Kemer, bei der sie von der Wertungszahl an Nr. 11 gesetzt war, gewann sie. Im Oktober 2008 in Vũng Tàu wurde sie bei der U16-WM der Mädchen Dritte, im September 2009 bei der U18-EM der weiblichen Jugend in Fermo Zweite. Die U18-EM (weiblich) 2010 in Batumi gewann sie.
Vereinsschach spielte sie in der katalanischen (auf Einladung von Ann Matnadze Bujiashvili für Peona i Peó), belgischen (für den Schaakclub Wachtebeke) und türkischen (für Tarsus Zeka Satranç) Mannschaftsmeisterschaft.
Im Juni 2008 erhielt sie den Titel Internationaler Meister der Frauen (WIM). Die Normen hierfür erzielte sie mit dem Gewinn der U16-Mädchenweltmeisterschaft im November 2007, bei der 65. georgischen Einzelmeisterschaft der Frauen (Übererfüllung mit 6 Punkten aus 12 Partien) im Februar/März 2008 in Tiflis, bei der sie den siebten Platz belegte, sowie beim 5. Internationalen U20-Turnier in Los Llanos de Aridane im März 2008. Den Titel Großmeister der Frauen (WGM) trägt sie seit Juni 2011. Die Normen für ihren WGM-Titel erzielte sie bei der 67. georgischen Einzelmeisterschaft der Frauen im Januar 2010 in Kutaissi und bei der europäischen Einzelmeisterschaft der Frauen im Mai 2011 in Tiflis, bei der sie unter anderem Olga Zimina und Eva Moser besiegte.
Mit ihrer höchsten Elo-Zahl von 2372 im Juli 2019 lag sie auf dem siebten Platz der georgischen Elo-Rangliste der Frauen.